# Pteronemobius pantelchopardorum
Pteronemobius pantelchopardorum is een rechtvleugelig insect uit de familie krekels (Gryllidae). De wetenschappelijke naam van deze soort is voor het eerst geldig gepubliceerd in 1987 door Shishodia & Varshney.